# محمد جمشیدی (بازیکن بسکتبال)
محمد جمشیدی  (زادهٔ ۸ مرداد ۱۳۷۰ شهرکرد) بازیکن سابق تیم ملی بسکتبال ایران است که در پست‌های فوروارد و پست ۳ بازی می‌کند. نام او حدود دوسال است که از تیم ملی خط خورده است.

## زندگی و تحصیل
محمد جمشیدی متولد شهرکرد است، او بسکتبال را با حضور در باشگاه بسکتبال هیئت شهرکرد آغاز کرد. محمد جمشیدی هم‌اکنون دانشجوی مهندسی عمران دانشگاه آزاد اسلامی واحد شهرکرد است،،.

## اطلاعات بازیکن
با ۱٫۹۸ سانتی‌متر قد بازیکن فوروارد، پست ۳ و عضو تیم ملی بسکتبال ایران در رده‌های پایه و مسابقات جام آسیا ۲۰۱۲ توکیو بوده و اکنون عضو تیم باشگاهی باشگاه بسکتبال مهرام  می‌باشد.
این بازیکن تیم ملی از بازی در تیم ملی در مسابقات جام جهانی 2023 توسط مربی تیم، کنار گذاشته شد.